# Эттель, Вольф-Удо
Вольф-Удо Эттель (нем. Wolf-Udo Ettel; 26 февраля 1921, Гамбург — 17 июля 1943, Лентини) — немецкий летчик «Люфтваффе» времен Второй мировой войны, обер-лейтенант. Служил в истребительных эскадрах JG3 и JG27. Провел более 250 боевых вылетов, в которых одержал 124 воздушные победы, в том числе 120 на Восточном фронте. Кавалер ряда государственных наград Третьего рейха.

## Биография
Родился 26 февраля 1921 года в Гамбурге. После окончания летной подготовки лейтенант Вольф-Удо Эттель весной 1942 года прибыл в эскадрилью 4./JG3, действовавшую на Восточном фронте. Первые победы он одержал днем 24 июня, сбив два Ил-2.
Утром 10 июля в 15 км севернее Воронежа он сбил «Бостон», одержав седьмую победу. Однако затем был подбит и его Bf-109F-4 W.Nr.8363. Выпрыгнув с парашютом, Эттель приземлился в тылу советских войск. Ему удалось избежать плена, и через четыре дня, переплыв по пути Дон, он вышел к немецким позициям.
Сбив 24 июля «Харрикейн» и два Ил-2, он достиг рубежа в десять побед. Его счет продолжал расти. Утром 9 августа Эттель получил 20-ю победу, а днем 7 октября, сбив в одном бою два ЛаГГ-3, преодолел рубеж в 30 побед.
23 декабря его после 3-х побед наградили Германским Крестом в Золоте.
Весной 1943 года его счет стал быстро расти. В марте он сбил 14 ЛаГГ-3, четыре Ил-2, три Ла-5, три И-180, два И-16, «Бостон» и В-2, затем в апреле — ещё 18 ЛаГГ-3, шесть Р −39, четыре Ла-5, четыре И-16, два Р-40 и В-2, достигнув рубежа в 100 побед.
10 мая Эттель в ходе двух вылетов записал на счет четыре ЛаГГ-3 и два Як-1. На следующий вечер он сбил Р-40 и ЛаГГ-3, достигнув планки в 120 побед. Однако затем над линией фронта его Bf-109G-4 W.Nr.19453 был подбит зенитной артиллерией. Сев «на живот» на нейтральной территории, Эттель смог под интенсивным огнём благополучно добраться до немецких позиций, а потом ночью с группой солдат вернулся к своему самолёту, чтобы снять с него ценное оборудование.
1 июня его наградили Рыцарским Крестом, а затем 5 июня в звании обер-лейтенанта назначили командиром заново сформированной 8./JG27, действовавшей на Средиземноморье. 15 июля он сбил над Сицилией британский «Спитфайр». На следующее утро его жертвой стал ещё один «Спитфайр», а после полудня немецкий летчик сбил над Южной Италией два B-24D.
17 июля его Bf-109G-6 W.Nr.18402 был сбит зенитной артиллерией во время штурмовки позиций британских войск в районе Лентини, Сицилия, и Эттель погиб.
31 августа 1943 года его посмертно наградили Рыцарским Крестом с дубовыми листьями (Nr.289).